# Prometheus Film
Die Prometheus Film-Verleih und Vertriebs GmbH war eine bedeutende deutsche Filmproduktionsgesellschaft der politischen Linken, die von 1926 bis 1931 bestand und ihren Hauptsitz in Berlin hatte. Filialen hatte die Firma in Düsseldorf, Hamburg, München und Leipzig.

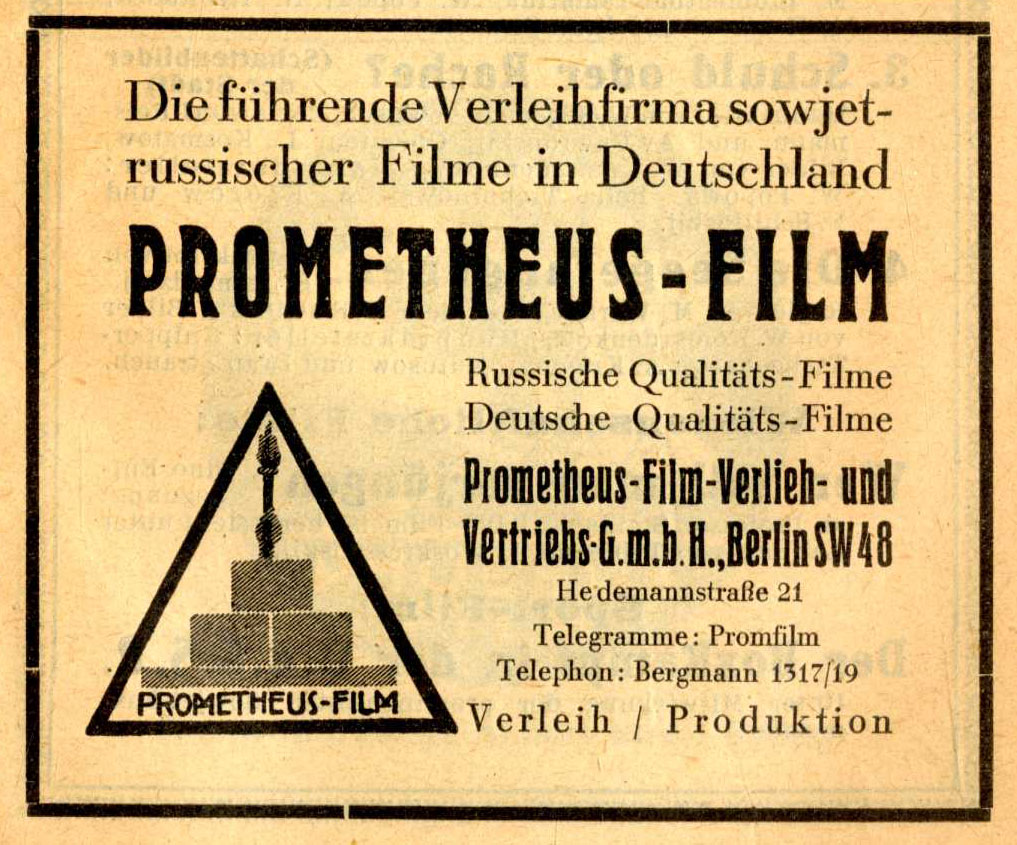
Werbeinserat der Prometheus-Film-Gesellschaft aus dem Jahr 1928

## Geschichte
Die Prometheus Film wurde am 2. Februar 1926 von einer Gruppe von Funktionären der Internationalen Arbeiterhilfe (IAH) – Emil Unfried, Willi Münzenberg und Richard Pfeiffer – als Organisationszentrum des proletarischen Films gegründet. Die Berliner Prometheus Film entstand als Zweitniederlassung eines 1924 in Wien gegründeten, dann jedoch deaktivierten Unternehmens. Im Gegensatz zum Filmkartell "Weltfilm" GmbH, einer anderen linken Filmgesellschaft in Berlin, die auf Dokumentarfilme spezialisiert war, produzierte die Prometheus Film hauptsächlich Spielfilme, unter denen Der lebende Leichnam, Mutter Krausens Fahrt ins Glück und Kuhle Wampe oder: Wem gehört die Welt? Filmgeschichte geschrieben haben.
Als Filmvertrieb brachte die Prometheus Film sowjetische Filme nach Deutschland, eine Aufgabe, um die sich bis dahin die Internationale Arbeiterhilfe (IAH) verdient gemacht hatte. Den Beginn machten Filme wie Panzerkreuzer Potemkin (Sergei Eisenstein, 1925), Sein Mahnruf (Jakow Protasanow, 1925), Der Sohn der Berge (Boris Michin, 1926), Der blaue Express (Ilja Trauberg, 1930) und Feuertransport (Alexander Iwanow, 1930). Sowjetische Filme in Deutschland herauszubringen war in der zweiten Hälfte der 1920er Jahre – einer Zeit, in der die Nationalsozialisten im öffentlichen Leben allmählich eine auffällige Erscheinung bildeten – nicht nur ein künstlerisches, sondern auch ein eminent politisches Ereignis.
In Kooperation mit der Moskauer Meschrabpom-Film realisierte die Prometheus Film 1928 und 1929 zwei der ersten deutsch-sowjetischen Koproduktionen.
Kurz vor Abschluss der Dreharbeiten für Kuhle Wampe oder: Wem gehört die Welt? ging die Prometheus Film in Konkurs. Der Film wurde 1932 von der Zürcher Gesellschaft Präsens-Film fertiggestellt.

## Personal
Produzent der Prometheus Film war Willi Münzenberg. Die Produktionsstäbe – v. a. Regisseure, Drehbuchautoren und Komponisten – haben ständig gewechselt. Wiederholt eingesetzte Kameraleute waren Karl Attenberger, Phil Jutzi und Günther Krampf.
Schauspieler, die in Filmen der Prometheus wiederholt vor der Kamera standen, waren Lissy Arna, Siegfried Arno, Gerhard Bienert, Natalja Rosenel, Jaro Fürth, Heinrich George, Margarete Kupfer, Nikolai Malikoff, Hermann Picha, Fritz Rasp, Frida Richard, Lilli Schoenborn, Albert Steinrück, Elza Temáry und Sylvia Torf. Einzelne Auftritte hatten Hertha Thiele, Eugen Klöpfer, Werner Krauß und der spätere NS-Propagandafilm-Regisseur Veit Harlan.

## Filme der Prometheus Film
- Überflüssige Menschen (Alexander Rasumny, 1926)
- Kladd und Datsch, die Pechvögel (Phil Jutzi, 1926)
- Mirakel der Liebe (Lauda von Cardowa, 1926)
- Das Mädchen aus der Fremde (Franz Eckstein, 1926/27)
- Schinderhannes (Kurt Bernhardt, 1927/28)
- Quer durch Sowjet-Russland (1927/28)
- Kindertragödie/Kinderschicksal (Karl Lutz, Phil Jutzi, 1927)
- Die rote Front marschiert (Dokumentarfilm, Phil Jutzi, 1927)
- 1 + 1 = 3. Ehe man Ehemann wird (Felix Basch, 1927)
- Der lebende Leichnam (Fjodor Ozep, 1928; deutsch-sowjetische Koproduktion)
- Salamandra (Grigori Roschal, 1928; deutsch-sowjetische Koproduktion; alternative Arbeitstitel: Falschmünzer/Gegen den Strom/Zwischen Liebe und Pflicht)
- Mutter Krausens Fahrt ins Glück (Phil Jutzi, 1929)
- Jenseits der Straße (Albrecht Viktor Blum, Leo Mittler, 1929)
- Kuhle Wampe oder: Wem gehört die Welt? (Slatan Dudow, 1931/32)